# Panatlán
Panatlán är en ort i Mexiko.   Den ligger i kommunen Angel R. Cabada och delstaten Veracruz, i den sydöstra delen av landet, 400 km öster om huvudstaden Mexico City. Panatlán ligger 19 meter över havet och antalet invånare är 531.
Terrängen runt Panatlán är platt åt nordväst, men åt sydost är den kuperad. Runt Panatlán är det ganska tätbefolkat, med 83 invånare per kvadratkilometer. Närmaste större samhälle är Angel R. Cabadas, 11,1 km sydväst om Panatlán. Omgivningarna runt Panatlán är en mosaik av jordbruksmark och naturlig växtlighet.